# Linda Hesse
Pour les articles homonymes, voir Hesse.
Linda Hesse est née le 22 mai 1987 à Halberstadt en République démocratique allemande, est une chanteuse allemande.
Elle a débuté dans le groupe Wir3, de 2007 à 2010, avant d'entamer une carrière solo en 2011. Son premier titre, Ich bin ja kein Mann (Je ne suis pas un homme) a été publié le 31 août 2012, en téléchargement ; son premier album Punktgenaue Landung (Atterrissage de précision) est sorti le 15 février 2013.

## Biographie
Linda Hesse a grandi à Halberstadt en Allemagne où elle a suivi sa scolarité, et a pris des cours de chant. En 2004, elle a participé à une audition de la chaine de télévision Sat.1 pour l'émission Star Search. Après ses études, elle intègre en 2007 le groupe Wir3.
En 2011, elle commence une carrière solo.
Le 26 octobre 2012, elle sort son premier single Ich bin ja kein Mann. Le 15 février 2013, sort son premier album Punktgenaue Landung.
En 2014, elle est ambassadeur d'une campagne contre le cancer. Pour le 40e anniversaire de l'organisation qu'elle soutient, elle a dédié sa chanson Mit aller Kraft (Avec toute la force), et offre une partie du produit de la chanson à la recherche contre le cancer.
En 2017, elle a continué ses rencontres musicales avec un concert exclusif au département de pédiatrie et médecine de la jeunesse à l'hôpital universitaire Carl Gustav Carus de Dresde.
En juin 2018, elle fait la couverture de l'édition allemande du magazine Playboy.

### Vie privée
Linda Hesse vit à Berlin avec son ami de longue date, André Franke, son producteur, musicien et compositeur
.

## Discographie

### Album
- 2013 : Punktgenaue Landung
- 2014 : Hör auf dein Herz
- 2016 : Sonnenkind
- 2018 : Mach ma laut

### Single
- 2012: Ich bin ja kein Mann
- 2012: Santa Claus kommt einmal im Jahr (Santa Claus Is Coming to Town)
- 2013: Komm bitte nicht
- 2013: Punktgenaue Landung
- 2014: Knutschen... ich kann nichts dafür
- 2014: Mit aller Kraft (Mein Song für die Deutsche Krebshilfe)
- 2014: Verbotene Liebe
- 2015: Hör auf Dein Herz
- 2016: Noch immer so wie immer
- 2016: Nein
- 2017: Bunt
- 2018: Mach Ma Laut